# حفص (اسم)
حفص هو اسم علم مذكر من أصل عربي، ومعناه هو الزبيل من الجلد البيت الصغير، والشبل، وفي اللسان أن الأسد يكنى أبا حفص ويسمى شبله حفصًا، وقد ينادون بناتهم حفصًا على التدليل.

## شخصيات تحمل الاسم
- حفص ابن أخي أنس بن مالك (تابعي وراوي حديث)
- حفص الدوري (767 – 860)
- حفص الفرد
- حفص بن الوليد الحضري
- حفص بن راشد اليحمدي
- حفص بن سليمان الكوفي (راوي (قرآن)، 709 – 796)
- حفص بن عاصم
- حفص بن عبيد الله بن أنس بن مالك (تابعي راوي حديث)

## وصلات خارجية
- موسوعة السلطان قابوس لأسماء العرب نسخة محفوظة 5 أبريل 2019 على موقع واي باك مشين.